# بارك افنيو: المال والسلطة والحلم الأمريكي
بارك افنيو: المال والسلطة والحلم الأمريكي هو فيلم وثائقي من إنتاج 2012 عن فجوة الثروة والفروق الطبقية في الولايات المتحدة، الفيلم من إخراج أليكس غيبني.

## ملخص
يقارن الفيلم الوثائقي فرص وصول سكان اثنين من أحياء نيويورك، وهما حي الجانب الشرقي الأعلى (Upper East Side) وحي جنوب برونكس (South Bronx). ويعتمد في ذلك على كتاب مايكل غروس: "740 بارك: قصة أغنى مبنى سكني في العالم"، والذي أظهر أن العديد من المليارديرات يعيشون في هذا المبنى. ويتضمن الفيلم مقابلات مع البواب في بارك افنيو 740،  والصحفي جين ماير, والبروفسور في جامعة ييل يعقوب هاكر، والبروفسور في جامعة كاليفورنيا في بيركلي بول بييف، والمستشار الجمهوري بروس بارتليت.

## وصلات خارجية
- بارك افنيو: المال والسلطة والحلم الأمريكي على موقع IMDb (الإنجليزية)
- بارك افنيو: المال والسلطة والحلم الأمريكي على موقع قاعدة بيانات الفيلم (الإنجليزية)
- بارك افنيو: المال والسلطة والحلم الأمريكي على موقع ليتربوكسد (الإنجليزية)
- بارك افنيو: المال والسلطة والحلم الأمريكي على موقع كينوبويسك (الروسية)